# Канжыгалы
Канжыгалы (каз. Қанжығалы) — крупный род, входящий в казахское племя аргынов Среднего жуза.

## История

### Происхождение канжыгалы
Родоначальником рода является уроженец Ургенча — Канжыгалы Толыбай батыр, служивший по легенде конюшим у туркменского шаха Кёроглы в столице государства — городе Мерве, где заслужил славу большого знатока коней. Однажды, возвращаясь после успешного военного похода на Кандагар, туркменский шах в шутку надел свой головной убор с султаном на голову Толыбай батыра, после чего все стали называть его Канжыгалы (қан — хан, жыға — султан, -лы — с). От брака Толыбай батыра с туркменкой родились двое сыновей — Раушанбек и Шиишбек (назван в честь пророка Шиса или Сифа). Раушанбек остался разводить ахалтекинцев в Репетеке, а Шиишбек (Ишпекбай) вернулся на Родину и стал родоначальником казахской ветви рода канжыгалы, которая была включена в казахское племя Аргын Среднего жуза. От Раушанбека вероятно происходит род канжыгалы, относящийся к тюркскому племени Кыпчак, также проживающие в Кызылординской области и Туркестане представители рода канжыгалы относят себя к племени кыпчаков
Канжыгалы, согласно шежире, происходят от общего предка аргынов Кодан-тайши.
Как полагают М. К. Жабагин и Ж. М. Сабитов, генетическая близость аргынов к народам Иранского нагорья указывает на значительный общий компонент («субстрат»), который мог быть привнесён в генофонд прото-аргынов миграцией с юго-запада от ираноязычных народов или их потомков. Сходство генофондов аргынов с казахами Алтая и монголами говорит о более позднем генетическом компоненте («суперстрате»), привнесённом в генофонд аргынов миграциями тюркоязычных и монголоязычных народов.
При этом, по мнению ряда других авторов, первоначальное ядро аргынов восходило к монгольским племенам. М. Т. Тынышпаев полагал, что аргыны восходят к нирун-монгольскому племени арикан. Ч. Ч. Валиханов включал аргынов в число монгольских народов Джагатайской орды. Согласно другой версии, аргыны являются потомками Аргун-ага, ойратского наместника, служившего в Ильханате Хулагу. Согласно К. Этвуду, аргыны (аргуны) происходят от завоёванных степных народов Монгольского плато, подчинённых монголами и приведённых на запад монгольским завоеванием. По его мнению, аргыны (аргуны) представляли собой онгутский клан.

### Род Канджигали узбекского племени Кунграт
По данным Заки Валиди Тогана, узбеки-кунграты Мавераннахра в начале XX века делились на пять крупных подразделений: канджигали, уюнли, куштамгали, октамгали и кир аймоги. Канджигали в свою очередь делились на 14 родов рода: урис, коракурсок, чуллик, куён, кулдовли, милтек, кур туги, гала, тупкора, корабуз, нугой, билгалик, дусталик. (Заки Валидий, Узбек уруглари. // Узбегим. «Ватан серияси». Т., 1992, 111-112-бетлар).

### Расселение рода Канжыгалы
Оригинал: Сол жылдары Қанжығалы руы Қараөткел мен Керекудің түйіскен тұсындағы Ерейментау, Қоржынкөл, Ақкөл, Қоянды-Қойтас, Шақша деген жерлерді жайлайтын-ды.
Перевод: В те годы род Канжыгалы летовал в местах под названием Ерейментау, Коржынколь, Акколь, Коянды-Койтас, Шакша, где сближаются Караоткель и Кереку.
Род Канжыгалы живет в Ерейментауском и Атбасарском районах Акмолинской области, также распространен в Сарыкольском районе Костанайской области и на юго-востоке Северо-Казахстанской области. Ерейментауский район считается родиной рода Канжыгалы. По преданию, земли Сарыколя и на западном берегу Ишима были дарованы роду Канжыгалы за воинскую храбрость в войне против джунгар.
Въ концѣ XVIII вѣка произошла изъ-за пастбища между родами Кулболды и Канжыгалы, лѣтовавшими на Ерейменскихъ горахъ, стычка, въ которой было убито 4 человѣка изъ рода Канжыгалы. Знаменитый казахский бій изъ рода Айдаболъ Шонгъ присудилъ Ерейменскія горы Канжыгалинскому роду въ видѣ куна за убитыхъ. Съ этого времени родъ Канжыгалы сталъ строить зимовки въ Ерейменскихъ горахъ.

## Канжыгалы в искусстве
- Имя Раушанбека упоминается в казахской версии огузского эпоса «Кёроглы»[11]
- В узбекском эпосе легендарный батыр Алпамыш — бек колена канджигали племени конгратов[12].
- Родовые кочевья рода Канжыгалы упоминаются в романе «Отчаяние» исторической трилогии «Кочевники» (1973) Ильяса Есенберлина.

## Места, связанные с Канжыгалы
- Озеро Канжыгалы у аула Домбыралы Аккольского района Акмолинской области Казахстана.
- Горы Канжыгалы к юго-западу от гор Кызылтас в Шетском районе Карагандинской области Казахстана.
- Село Кенжегалы Григорьевского сельского округа Аккайынского района СКО.
- Команджепар-канжигалинская волость Акмолинского округа.
- Тентек-канжигалинская волость Акмолинского округа.
- Джитыру-канжигалинская волость Акмолинского округа.
- Канжигалинская волость Кокчетавского округа.
- Канжигалинская волость Аманкарагайского округа (ныне Сарыкольский район Костанайской области).
- Аджибай-канжигалинская волость Баян-Аульского приказа.
- Янсары-увак-канжигалинская волость Петропавловского уезда.
- Канджигалинская волость Ташкентского уезда Сыр-Дарьинской области.
- Кишлак Юкары-Канджигали Макридского сельского схода граждан Китабского района Кашкадарьинской области Республики Узбекистан.
- Кишлак Канджигали Кошрабадского района Самаркандской области Республики Узбекистан.
- Казахстан, Костанайская область, Карасуский и Сарыкольский (бывший Урицкий) район.